# Baron Jacquesstraat (Halle)
De Baron Jacquesstraat is gelegen in het centrum van de Belgische stad Halle. De straat verbindt de Poststraat met het Oudstrijdersplein en loopt langs het stadhuis. De straat heette oorspronkelijk de Gasmeterstraat, maar werd na lobbywerk door de koloniale kring Cercle Coloniale in 1937 hernoemd tot Baron Jacquesstraat.

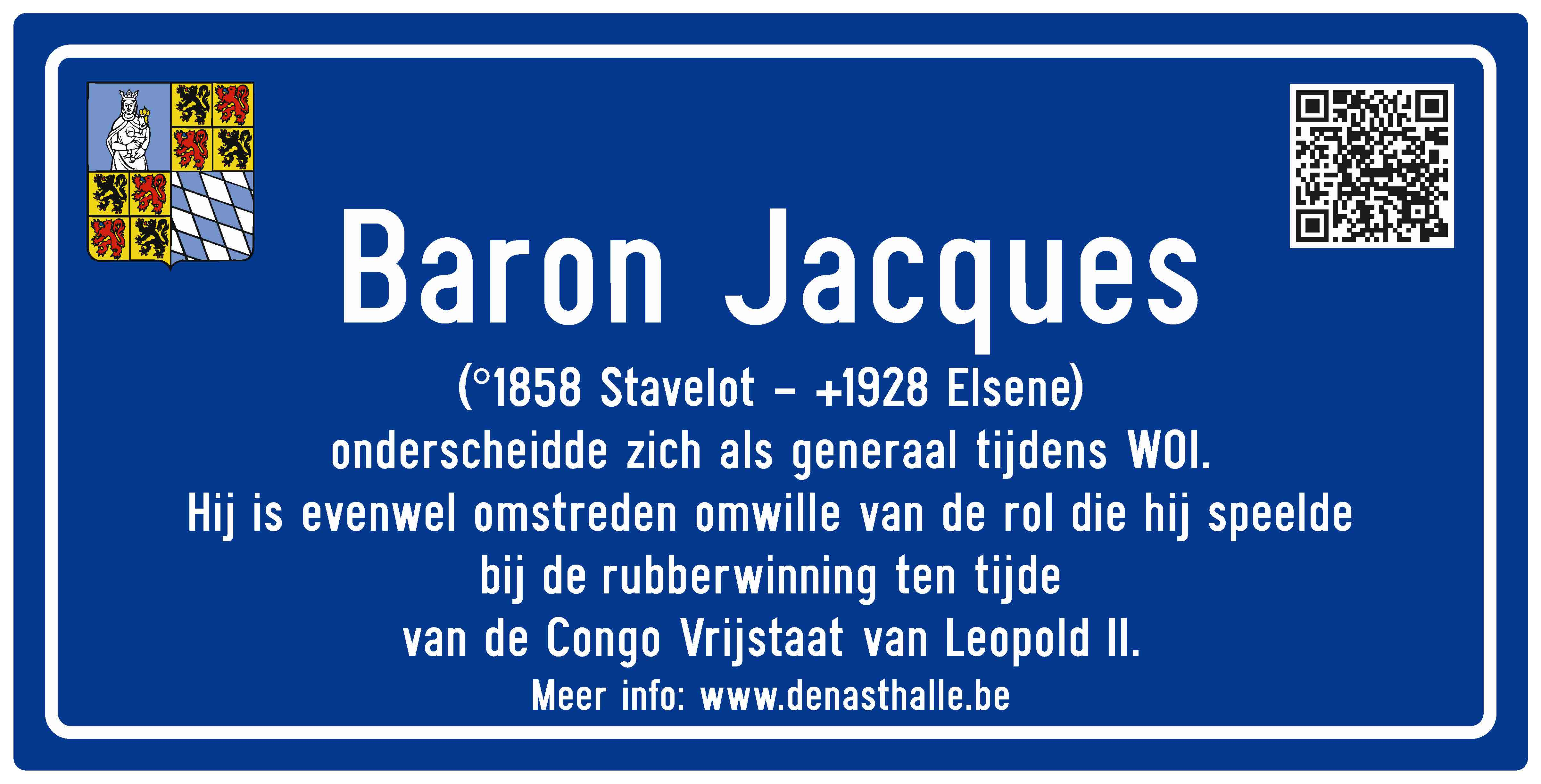
Duidingsbord in de Baron Jacquesstraat te Halle

In 2018 werd een duidingsbord geplaatst bij deze straatnaam. Het was in België één van de eerste straten vernoemd naar een koloniaal die van dergelijke duiding werd voorzien.

## Over de straatnaam
In België zijn 15 straten vernoemd naar Jacques de Dixmude, het merendeel daarvan is gesitueerd in Wallonië. De straatnaam zorgde in 2016 voor controverse omwille van zijn rol bij de rubberwinning ten tijde van de Congo Vrijstaat van Leopold II. Jules Jacques de Dixmude diende daar in totaal vier termijnen. In 2016 richtte Averechts onder impuls van Jean-Pierre Laus officieel de vraag aan het stadsbestuur om de straat te hernoemen. De stad Halle besliste om niet op deze vraag in te gaan. Er werd wel besloten om een duidingsbord te plaatsen bij de straatnaam. Dit bord werd onthuld op 21 maart 2018, de internationale dag tegen racisme.

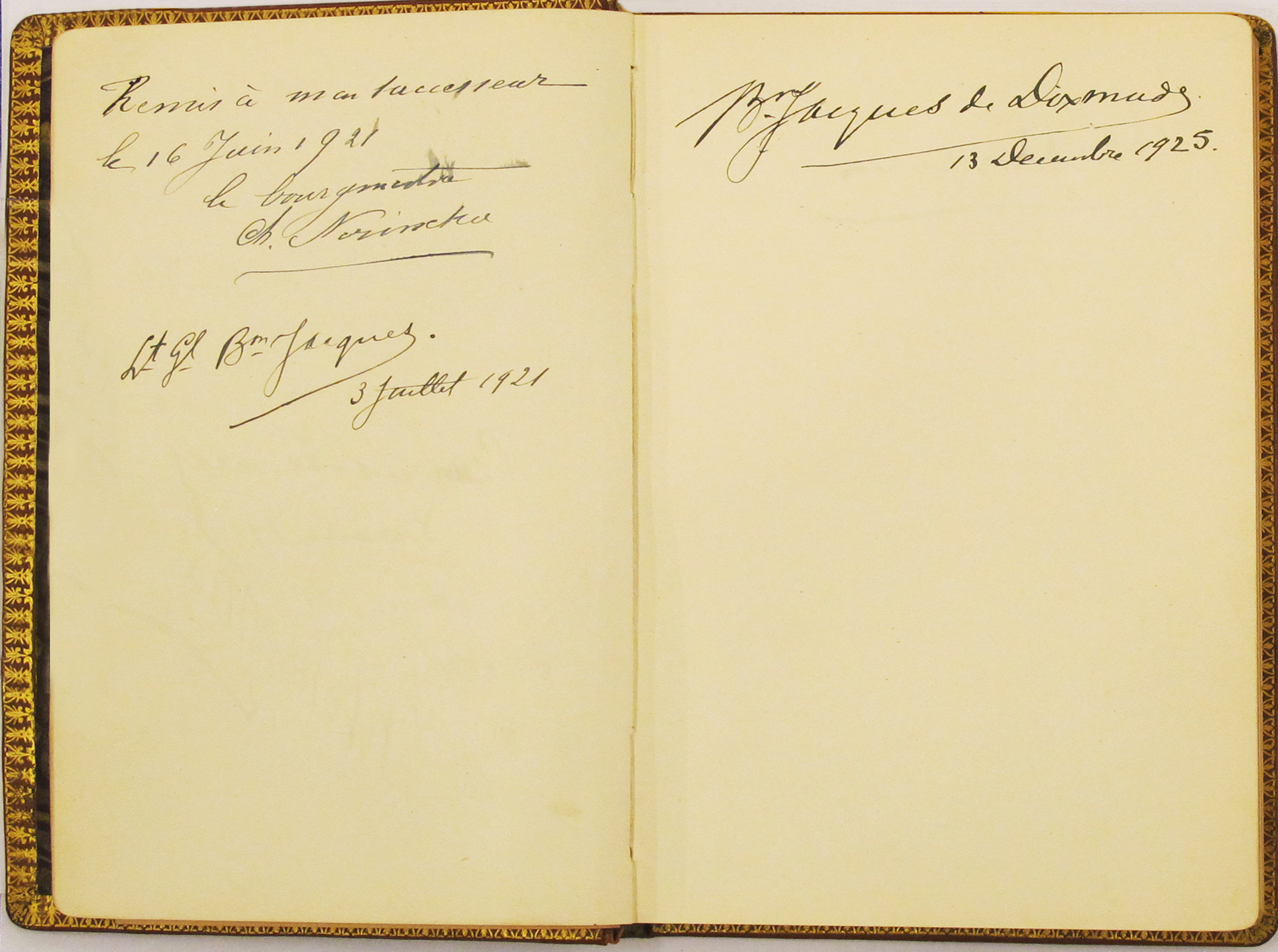
Het ondertekende Guldenboek van de stad Halle (stadsarchief Halle, MSAH II D407)

### Toekenning straatnaam
De gouverneur van Brabant stelde in 1930 de vraag aan het stadsbestuur om enkele overleden Kongo-pioniers te eren met een straatnaam. Uiteindelijk zouden in 1937 drie straten vernoemd worden naar overleden Halse kolonialen, met name Victor Baetens, Felix Steens en Albert François Ardevel.

Portret van Jacques de Dixmude verkocht ten voordele van de oorlogswezen van Halle (stadsarchief Halle, MSAH II D 335)

## Baron Jacques en Halle
Op 13 december 1925 tekende baron Jacques het guldenboek van de burgemeester. Vier dagen later, op 17 december, ontving burgemeester  Auguste De Maeght een bedankbrief waarin het koninklijk paleis voor de felicitaties die de koning mocht ontvangen van Jacques de Dixmude in naam van ‘de stad Halle, de ‘filantropische’ vereniging Les Anciens militaires de Hal, de Halse en Essenbeekse tak van de Féderation nationale des combattants’ alsook de Cercle Colonial van Halle.
Op 14 januari 1926 keurde de gemeenteraad het voorstel goed om Baron Jacques te benoemen tot burger van de stad Halle. In de beslissing wordt er verwezen naar de speciale band tussen de stad en de baron en naar zijn verdiensten tijdens zowel de Eerste Wereldoorlog als in de kolonie. Het klad van een nota gericht aan baron Jacques waarbij melding wordt gemaakt van bovenvermelde beslissing is patriottistisch van toon. In Halle worden er ten voordele van de Halse oorlogswezen portretten verkocht van Baron Jacques met als onderschrift ‘burger der stad Halle’.
Ook de daaropvolgende jaren blijft er contact. Op 24 november1924 ontvangt de stad op naam van de burgemeester een schrijven van de echtgenote van Jacques de Dixmuide waarin ze haar man verontschuldigt voor een koloniaal feest dat in Halle gepland is op 9 december 1928. Jacques de Diksmude overlijdt een dag na het ontvangen van deze brief op 25 november 1928. Zijn weduwe was in 1932 aanwezig bij de inhuldiging van het standbeeld dat in Halle in ‘De witte neger’ wordt genoemd. Dit monument van Mario Knauer in een kolom in witte zandsteen waar in hoog-relief een naakte zwarte man staat op afgebeeld die met een dankbare blik de koloniale vruchten opdraagt aan baron Jacques wiens portret bovenaan in bas-reliëf staat afgebeeld. Het monument vermeldt eveneens de namen van de drie Congopioniers naar wie in 1937 een straatnaam werd vernoemd.

## Vraag naar naamsverandering en dekolonisering
Op 23 april 2016 ontving de stad Halle een schriftelijke vraag van Averechts om de straatnaam te wijzigen. Op 24 mei 2016 werd de vraag door Richard Severijns (Groen) als toegevoegd punt op de agenda van de gemeenteraad geplaatst. Op advies van den AST besliste het College op 1 juli 2016 om te wachten op de bevindingen van het boek "Alphonse Jacques de Dixmude - historische interpretatie van een omstreden figuur" van Marjan Dewulf en André Gysel dat in het najaar van 2016 zou verschijnen. Dit boek werd geschreven in opdracht van de stad Diksmuide naar aanleiding van de controverse rond het monument van Jacques de Dixmude op de Grote Markt van Diksmuide. Uiteindelijk werd er na overleg tussen Averechts en de stad Halle beslist om een duidingsbord te plaatsen bij de straatnaam die verwijst naar een uitvoerigere tekst op de stedelijke website. Dit is in analogie met de verduidelijkende tekst die reeds in 2004 werd voorzien bij het standbeeld van Leopold II in het Albertpark.
In 2020 begon Stad Halle met de opstart van een groter dekoloniseringstraject.